# موريس كورتييه
النقيب موريس كورتييه مواليد 9 أوت 1879 برانسي بإقليم سين سان دوني الفرنسي وتوفي من أجل القضية الفرنسية بتاريخ 2 أكتوبر 1914. كان عسكري ومستكشف فرنسي.